# Once Deportivo Fútbol Club
El Once Deportivo Fútbol Club u Once Deportivo fue un equipo de fútbol, con sede en la ciudad de Ahuachapán, El Salvador. Era apodado como el "tanque fronterizo".
Consiguió su primer título como campeón nacional la noche del 21 de diciembre de 2024, tras vencer en la final del torneo Apertura 2024 al Club Deportivo Fas con marcador de 1-2 en un partido que se definió en tiempo extra.

## Historia

### Inicios
Fue fundado el 20 de julio de 2019 tras asumir la franquicia del Pasaquina Fútbol Club luego de que éstos se vieran forzados a vender su plaza en la Liga Pepsi por problemas financieros. Si bien se considera el equipo sucesor del Club Deportivo 11 Municipal, equipo dos veces campeón salvadoreño que desapareció a inicios de 2018 por deudas, el mismo posee una personería jurídica distinta al extinto club "canario".[cita requerida]
Ese mismo día se anunció al uruguayo Pablo Quiñones como el entrenador del club para el Torneo Apertura 2019 y Roberto Campos como director deportivo.

### Temporada 2019- 2020
Tras finalizar el mismo en el último lugar del campeonato con 14 puntos, la directiva del club se hace de los servicios del español Juan Cortés Diéguez para el Torneo Clausura 2020.

#### «Campeón transitorio»
El 8 de marzo de 2020 tras culminarse la jornada 11 del torneo en cuestión, el equipo "auri-negro" lideraba la tabla general de posiciones con 20 puntos (6 victorias, 2 empates y 3 derrotas) uno más que su cercano rival, Club Deportivo El Vencedor. Al presentarse la emergencia pandémica producida por el cepa infecciosa COVID-19 en el país centroamericano, las autoridades rectoras de la Liga Pepsi siguiendo el protocolo dictaminado por el Gobierno Central a través de la Federación Salvadoreña de Fútbol deciden suspender por 30 días cualquier actividad de la liga antes referida, sin embargo el 18 de marzo al confirmarse la emergencia máxima por los primeros casos de dicha infección en el país, se decide efectuar una reunión extraordinaria al día 19 donde ratifican dar por culminado el Torneo, y acuerdan declarar al equipo en ese momento como «campeón» del Torneo Clausura 2020, bajo la potestad y legitimidad de parte de las autoridades, bajo la aprobación de FIFA. Sin embargo 18 horas más tarde las autoridades del fútbol local decidieron revocar la resolución emitida dejándolo sin efecto; y cediendo su participación en la Liga Concacaf en la edición 2020. mismo que sería ocupada por C.D. Municipal Limeño .

### Temporada 2020- 2021
Tras los acontecimientos suscitados y retomado el futbol tras la suspensión del torneo anterior, el equipo "fronterizo"   finaliza en tercer lugar en el Grupo Occidente del Torneo Apertura 2020, ya en la etapa eliminatoria conforma el Grupo B donde termina nuevamente 3.º con 17 puntos mismos que le permiten enfrentarse en roda de cuartos de final con Alianza Fútbol Club serie que pierden con global de 2-5 (1-2 ida/1-3 vuelta) quedándose relegados.
Para el siguiente certamen (Torneo Clausura 2021) el club lograría finalizar en 1.er lugar tanto la ronda previa por zona, como la ronda hexagonal encuadrado grupo B (con 18 puntos en este último), posicionándose como candidato serio en la siguiente fase. En cuartos de final enfrentaría a Santa Tecla Fútbol Club donde sorpresivamente son eliminados con global de 2-3 (1-1 ida/1-2 vuelta).
Sin embargo, el equipo se convertiría en el 2.º clasificado a Liga Concacaf para la edición 2021, esto por ser el 2.º equipo con mayor puntaje en la tabla acumulada de la temporada regular con 57 puntos.

### Temporada 2021- 2022
Ya con el formato tradicional, el club culmina en 4.º lugar en el torneo regular En cuartos de final enfrentaría a C. D. Águila donde  tras empatar en global (1-1 ida/0-0 vuelta) sorpresivamente lo elimina por penaltis 4-3; sin embargo en semis quedaría relegado por Alianza Fútbol Club (1-1 ida local/2-0 vuelta).
Para el siguiente certamen los "fronterizos"  culminaron 10° lo cual dejó al margen toda opción a la siguiente etapa.

### Temporada 2022- 2023
En el Torneo Apertura siendo un campeonato reducido en jornadas, el equipo termina último en Grupo B, lo cual lo desmarcan para seguir a la siguiente fase. Ya en la nueva campaña Clausura 2023 volviéndose al modelo tradicional de 22 jornadas, logró "apagar" alarmas de riesgo por descenso al culminar 3°, sin embargo los incidentes ocurridos en el Estadio Cuscatlán suspendieron el mismo antes de definirse la ronda de cuartos de final.

### Temporada 2023- 2024
Tras retomarse el fútbol en el país centroamericano, en la edición Apertura 2023 terminan 10° en la Tabla General; para el siguiente cértamen Clausura 2024 logrando arañar el 8° puesto para acceder a cuartos de final, donde caería nuevamente ante Alianza Fútbol Club (1-1 ida local/2-0 visitante) significando su tercera eliminación directa frente al club capitalino.

### Temporada 2024-2025
Tras ubicarse en la sexta posición del torneo apertura 24-25 se enfrenta en cuartos de final a Luis Ángel Firpo, a quien lo derrota con un global de 3-2 dando paso a la semifinales contra Cacahuatique a quien lo derrota en la tanda de penales, para así poder clasificarse a su primera final.

#### Final Torneo Apertura 2024
juega su primer final contra club deportivo FAS en el estadio Jorge "el mágico" González un estadio pintado de azul y rojo con el 85% de aficionados de FAS en una de las mejores finales de la historia del futbol salvadoreño donde el equipo aurinegro silencio por completo un estadio pintado con los colores de la afición santaneca donde inicia perdiendo 1-0 con gol de B.RIOS de FAS pero en el minuto 64 guillen pone la igualdad en el marcador mandando el partido a tiempos extras, allí J. Williams al minuto 95 marca el 1-2, gol con el que el once deportivo le alcanzaría para levantar su primer título en primera división y llevando así el tercero a la ciudad de Ahuachapán.

### Desaparición
El 15 de marzo de 2025, su presidente Giancarlo Angelucci, anunció que el equipo ya no tendrá base ni jugará en Ahuachapán por conflicto con el consejo departamental y negativa a instalar iluminación en el estadio descartando juegos nocturnos.
El 9 de mayo de 2025, tras la compra de la categoría y cambio de sede, el equipo desapareció. Por esta razón, el Club Deportivo Hércules tomará su lugar en la Primera División.

## Palmarés
| Competición nacional                  | Títulos       | Subtítulos |
| ------------------------------------- | ------------- | ---------- |
| Primera División de El Salvador (1/0) | Apertura 2024 |            |